# اوگموندور کریشتینشون
اوگموندور کریشتینشون (ایسلندی: Ögmundur Kristinsson؛ زادهٔ ۱۹ ژوئن ۱۹۸۹) بازیکن فوتبال اهل ایسلند است.

## باشگاهی
از باشگاه‌هایی که در آن بازی کرده‌است می‌توان به فرم، راندرس و هامارابی اشاره کرد.

## تیم ملی
وی همچنین در تیم ملی فوتبال ایسلند بازی کرده‌است.